# Маргарет Датска
Маргарет Датска (на датски: Margrete af Danmark) е датска принцеса и кралица на Шотландия – съпруга на шотландския крал Джеймс III.

## Произход и годеж
Родена е на 23 юни 1456 година в Копенхаген, Дания. Маргарет е единствената дъщеря на Кристиан I – крал на Дания, Норвегия и Швеция, и на съпругата му Доротея Бранденбургска.
Маргарет е сгодена за шотландския крал Джеймс III през 1460 г. по предложение на френския крал, за да се прекрати конфликта между Шотландия и Дания за Хебридските острови.

## Кралица на Шотландия (1469 – 1486)
През юли 1469 г. 13-годишната Маргарет се венчава за Джеймс III в Холирудското абатство, Шотландия. Съгласно брачния договор и в качеството на зестра Кристиан I се отказва от откупа за Хебридите, който Шотландия плаща на Дания по силата на договора от Пърт от 1266 г., и обещава да изплати на Шотландия допълнително 60 хиляди рейнски флоринта. Като залог за обещаните пари датският крал предава на Шотландия Оркнейските и Шетландските острови, които били владение на Норвегия. И тъй като сумата така и не била изплатена, през 1472 г. графът на Оркнейските острови се отказва от правата си върху островите и по този начин Оркнейските и Шетландските острови преминават окончателно под властта на шотландския крал.
В Шотландия Маргарет Датска е изключително популярна и често е описвана като красива, нежна и чувствителна жена. Кралица Маргарете играе доста активна роля в политиката на страната и особено в политиката спрямо морския достъп на Дания и корабите на Дания към Германия. По нейно нареждане пиратските кораби често създавали проблеми на Ханзата на Германия. Тя отменя митата при престоя на датските кораби на немска земя. Доходите от земите ѝ в Шотландия били събирани от кралските чиновници.
Считало се, че Маргарет се отличавала с изключителна набожност, поради което след смъртта ѝ Джеймс III предприел постъпки за канонизирането ѝ, което начинание не се увенчало с успех. Известно е обаче, че най-голямата страст на датчанката били скъпоценностите и накитите, за закупуването на които похарчила големи суми от хазната.
По време на метежа на лордовете от 1482 г. Маргарет Датска използва цялото си влияние, за да осигури освобождаването на съпруга си от ареста му в Единбург.
Маргарет Датска умира на 14 юли 1486 в замъка в Стърлинг, като според версията, разпространявана по-късно от сина ѝ, е била отровена от херцог Рамзей, за което няма категорични доказателства. Погребана е близо до Стърлинг, в Камбъскенетското абатство.

## Деца
Маргарет Датска и Джеймс III имат три деца:
- Джеймс IV
- Джеймс, херцог на Рос
- Джон, граф на Мар